# Peter Griffin: Husband, Father... Brother?
Peter Griffin: Husband, Father... Brother? (titulado Peter Griffin: marido, padre... hermano? en España y Las raíces de los Griffin en Hispanoamérica) es el decimocuarto episodio de la tercera temporada de la serie Padre de familia emitido el 6 de diciembre de 2001 a través de FOX. El episodio está escrito por Mike Barker y Matt Weitzman y dirigido por Scott Wood.

## Argumento
Chris, debido a que está confraternizando con los jugadores del equipo de baloncesto del instituto Buddy Cianci jr. (en su mayoría afroamericanos), empieza a hablar con jerga afroamericana. Preocupado porque su hijo empieza a adoptar una cultura diferente a la de sus orígenes, Peter le lleva a un museo y a continuación a una librería para enseñarle sus raíces irlandesas, cuando este le enseña un libro genealógico, descubre que uno de los antepasados de Peter era un esclavo afroamericano llamado Nate Griffin, al cabo de poco tiempo descubre también que los antepasados de su mujer fueron los dueños de Nate. Por otra parte, Stewie empieza a obsesionarse con las cheerleaders del instituto al creer que disponen de poderes de control mental y comienza a seguirlas con el objetivo de descubrir su técnica para "hipnotizar" a los espectadores durante los partidos de baloncesto.
Después de que Peter descubriera la existencia de Nate, este decide indagar en sus raíces negras, pero falla en sus intentos de integrarse en la comunidad afrodescendiente hasta que Cleveland, consigue que los miembros de la liga afroamericana a la que pertenece le acepten. Por otro lado, sus suegros al descubrir tal hallazgo de su yerno, deciden enseñar a Meg y a Chris la historia de los antepasados de los Pewterschmidt hasta que Peter descubre que la familia de su mujer esclavizaba a Nate. Al día siguiente, Carter se persona en su casa y le ofrece a Peter una indemnización de 20.000 dólares para arreglar la situación. Sin embargo, Peter en vez de donar los dineros a una asociación benéfica, los invierte en una recreación exacta de La casa de juegos de Pee-Wee en el salón, lo cual indigna a Lois.
Stewie finalmente descubre cuál es el secreto del éxito de las cheerleaders: la "Pirámide", por lo que decide raptar a la capitana del equipo y usurpar su lugar en un partido, por otra parte, Peter empieza a sufrir la marginación de sus colegas afroamericanos por no haber compartido el dinero como debió hacer e incluso la de los ciudadanos de raza caucásica. Deprimido, baja al lavabo, allí en el espejo ve el reflejo de su antepasado, el cual le comunica que debería dejar de darle tanta importancia a la raza y hacer algo para arreglar el asunto con todo el mundo. Acto seguido, Peter coge el altavoz que Stewie tenía en el momento preciso de derrumbarse la pirámide y se dirige al público para comunicarles que fue un error quedarse con un dinero que a él no le pertenecía, por lo que decide compartir la recompensa con sus hermanos, sin mencionar que se refería sólo a los negros, puesto que Peter, al ser de raza blanca, los espectadores de ambas razas saltan a la cancha a por el dinero, por lo que Peter, llega a la conclusión de que da igual que en esta vida uno sea blanco o negro, porque el color que de verdad importa es el verde.